# Congiopodus spinifer
Congiopodus spinifer är en fiskart som först beskrevs av Smith, 1839.  Congiopodus spinifer ingår i släktet Congiopodus och familjen Congiopodidae. Inga underarter finns listade i Catalogue of Life.